# TuS Union 09 Mülheim
TuS Union 09 Mülheim is een Duitse sportclub uit Mülheim an der Ruhr, Noordrijn-Westfalen.

## Geschiedenis
De club werd in 1909 opgericht als Fürst Bismarck. Twee jaar later werd de club lid van de West-Duitse voetbalbond. In 1919 fuseerde deze met Teutonia en BV Dimbeck, beiden opgericht in 1911, tot Union 09 Mülheim. 
Halverwege de jaren twintig promoveerde de club naar de tweede klasse van de Nederrijncompetitie, waar ook stadsrivalen RSV Mülheim en Mülheimer SpV 07 speelden. Na twee derde plaatsen werd de club in 1929 slachtoffer van een competitiehervorming. Hoewel de club vierde eindigde in zijn reeks moest de club degraderen omdat het aantal clubs in de tweede klasse drastisch verminderd werd. In 1932 werd de club kampioen, maar werd opnieuw slachtoffer van een competitiehervorming waardoor er dat seizoen geen promotie mogelijk was. Het volgend seizoen werd de club gedeeld eerste, maar was er opnieuw geen promotie mogelijk door de invoering van de Gauliga als nieuwe hoogste klasse. In 1937 kon de club wel naar de Bezirksliga promoveren, maar degradeerde al na één seizoen. Tijdens de Tweede Wereldoorlog werden de activiteiten gestaakt. 
Na de oorlog speelde de club enige tijd in lagere reeksen. In 1956 promoveerde de club naar de Landesliga, maar de club gleed daarna langzaam weg naar de lagere reeksen. In 1975 degradeerde de club naar de 1. Kreisklasse, waar ook al het tweede elftal speelde. In 1996 promoveerde de club naar de Landesliga en in 2000 naar de Verbandsliga. In 2003 werd de club zevende, maar een jaar later volgde een degradatie. Van 2008 tot 2012 kon de club terugkeren naar de Landesliga. 